# Лесја Украјинка
Лесја Украјинка (укр. Леся Українка  Украјински изговор: ; рођена Лариса Петривна Косач, укр. Лариса Петрівна Косач; Звјагел, 25. фебруар 1871 – Сурами, 1. август 1913) била је украјинска књижевница. Она је једна од најистакнутијих ауторки украјинске књижевности, најпознатија по својим песмама и драмама. Такође је била активна политичка, грађанска и феминистичка активисткиња.
Међу Украјинкиним најпознатијим делима су збирке песама On the wings of songs (1893), Thoughts and Dreams (1899), Echos (1902), епска поема Ancient fairy tale (1893), One word (1903), комади Princess (1913), Cassandra (1903—1907), In the Catacombs (1905), Forest Song (1911).

## Биографија
Рођена је 1871. године у граду Новоград-Волински (данас Звјагел) у Украјини. Била је друго дете украјинске списатељице и издавача Олхе Драхоманове-Косач, познатије под својим књижевним псеудонимом Олена Пчилка. Украјинкин отац био је Петро Косач (из племићке породице Косача), председник окружне скупштине миритеља, који је дошао из северног дела Черниговске губерније. По завршетку средње школе у Черниговској гимназији, Косач је студирао математику на Универзитету у Петербургу. Две године касније, њен отац се преселио на Кијевски универзитет и дипломирао право. Године 1868. оженио се Олхом Драхоманов, која је била сестра његовог пријатеља Михаила Драгоманова, познатог украјинског научника, историчара, филозофа, фолклористе и јавне личности. Њен отац је био посвећен унапређењу украјинске културе и финансијски је подржавао украјинске издавачке подухвате. Лесја Украјинка је имала три млађе сестре, Олху, Оксану и Исидору, и млађег брата Миколу. Украјинка је била веома блиска са својим ујаком Драхомановим, својим духовним ментором и учитељем, као и са својим братом Михаилом, познатим под псеудонимом Михаил Обачни, којег је звала „Мишолози“ по заједничком надимку њихових родитеља за обоје.
Лесија је наследила очеве физичке особине, очи, висину и грађу. Као и њен отац, била је веома принципијелна, и обојица су високо ценили достојанство појединца. Упркос многим сличностима, Лесја и њен отац су се разликовали по томе што је њен отац имао дар за математику, али не и за језике; напротив, Лесија није имала дара за математику, али је знала енглески, немачки, француски, италијански, грчки, латински, пољски, руски, бугарски и матерњи украјински.
Лесјина мајка је била песникиња и писала је поезију и кратке приче за децу на украјинском језику. Такође је била активна у женском покрету и објавила је феминистички алманах. Украјинкина мајка је играла значајну улогу у њеном васпитању. Украјински језик је био једини језик који се користио у домаћинству, а да би се ова пракса спровела, децу су школовали украјински учитељи код куће, како би избегли школе у којима се учи руски као основни језик. Украјинка је научила да чита са четири године, а она и њен брат Михаил су могли да читају стране језике довољно добро да читају литературу у оригиналу.
Када је имала осам година, Украјинка је написала своју прву песму „Нада“, која је настала као реакција на хапшење и прогон њене тетке Олене Пчилке због учешћа у политичком покрету против царске аутократије. Године 1879, цела њена породица преселила се у Луцк. Исте године њен отац је почео да гради куће за породицу у оближњем селу Колодијажне. У то време њен ујак, Михаил Драхоманов, подстакао ју је да проучава украјинске народне песме, народне приче и историју, као и да проучава Библију због њене надахнуте поезије и вечних тема. На њу су такође утицали познати композитор Никола Лисенко, као и познати украјински драматург и песник Михаил Старицки.
Са тринаест година, њена прва објављена песма, „Ђурђевак“, појавила се у часопису Зориа у Лавову. Ту је први пут употребила свој псеудоним, који је предложила њена мајка, јер су у Руској империји објављивање на украјинском језику било забрањено. Прва Украјинкина збирка поезије морала је тајно да буде објављена у западној Украјини и ушуњала се у Кијев под њеним псеудонимом. У то време, Украјинка је била на добром путу да постане пијаниста, али због туберкулозе костију није похађала ниједну ван образовну установу. Писање је требало да буде главни фокус њеног живота.
Од почетка 90-их, песникиња комуницира са Полтавским регионом. Од лета 1893. до средине 1906. Лесија је скоро сваког лета живела у Хадијачу и близу града, у Зеленом гају. Писање многих дела обележено је овим местом; посебно је овде написана легенда „Роберт Брус, краљ Шкотске“. Овде се Лесја спријатељила са учитељицом А. С. Макаровом, са којом се касније дописивала, а Макарова је оставила успомене на песникињу.
Песме и драме Украјинке повезане су са њеним веровањем у слободу и независност своје земље. Између 1895. и 1897. постала је члан Књижевно-уметничког друштва у Кијеву, које је 1905. забрањено због односа са револуционарним активистима. Године 1888, када је Украјинка имала седамнаест година, она и њен брат организовали су књижевни кружок Плејада (Плејаде), који су основали да би промовисали развој украјинске књижевности и превођење страних класика на украјински језик. Организација је била заснована на француској школи поезије, Плејади. Њихови скупови су се одржавали у различитим домовима, а придружили су им се Никола Лисенко, Петро Косач, Костјантин Михалчук, Михаил Старицки и други. Једно од дела које су превели било је дело Николаја Гогоља Вечери у сеоцету код Дикањке.
Тарас Шевченко и Иван Франко били су главна инспирација за њену рану поезију која је асоцирала на песникову усамљеност, друштвену изолованост и обожавање слободе украјинског народа. Њена прва збирка поезије, На крилима песама, објављена је 1893. године. Пошто је руско царство забранило украјинске публикације, ова књига је објављена у западној Украјини, која је у то време била део Аустроугарске, и прокријумчарена у Кијев.
Украјинкина болест спречила ју је да путује у места где је клима била сува, па је као резултат тога провела дуже временске периоде у Немачкој, Аустрији, Италији, Бугарској, Криму, Кавказу и Египту. Волела је да доживљава друге културе, што је било очигледно у многим њеним књижевним делима, као што је Древна историја оријенталних народа, првобитно написана за њену млађу браћу и сестре. Књига је објављена у Лавову, а Иван Франко је био укључен у њено објављивање. Укључује њене ране песме, као што су „Седам жица“, „Звездано небо“, „Сузе-бисери“, „Путовање на море“, „Кримска сећања“ и „У дечијем кругу“.
Украјинка је такође писала епске песме, прозне драме, прозу, неколико књижевнокритичких чланака и неколико друштвено-политичких есеја. Најпознатија је била по драмама Бојариња (1914; Племкиња), психолошкој трагедији у чијем средишту је украјинска породица у 17. веку, која се директно односи на украјинску историју, и Лисова писња (1912; Шумска песма), чији ликови укључују митолошка бића из украјинског фолклора.
Године 1897, док се лечила на Јалти, Украјинка је упознала Серхија Мержинског, званичника из Минска, који је такође био на лечењу од туберкулозе. Њих двоје су се заљубили, а њена осећања према Мержинском су била одговорна за то што је показала другачију страну себе. Примери укључују „Твоја писма увек миришу на увеле руже“, „Да оставим све и летим до тебе“ и „Волела бих да се вртим око тебе као бршљан“, које нису биле објављене током њеног живота. Мержински је умро са Украјинком поред његове постеље 3. марта 1901. Написала је целу драмску песму „Одержима“ („Опседнути“) за једну ноћ на његовој самртној постељи.
Лесја Украјинка се активно супротстављала руском царизму и била је чланица украјинских марксистичких организација. Године 1902. превела је Комунистички манифест на украјински језик. Накратко ју је ухапсила царска полиција 1907. и након тога је остала под присмотром.
Године 1907. Лесија Украјинка се удала за Климента Квитку, судског службеника, који је био аматерски етнограф и музиколог. Прво су се населили на Криму, а затим су се преселили у Грузију.
Украјинка је умрла 1. августа 1913. године у лечилишту у Сурамију у Грузији.

## Креативни рад

### Поезија
Лариса Косач је почела да пише поезију са девет година: Надија је писала поезију под утицајем вести о судбини своје тетке Елене Антоновне Косач (удате Тесленко-Приходко), која је била прогнана због учешћа у револуционарном покрету. Године 1884. песме „Ђурђевак” и „Сапфо” први пут су објављене у лавовском часопису „Зорја” и забележено је име Лесје Украјинке; У следећим репринтима, Лесја је додала посвету песми свог брата „Саппхо“: „Драга Шура Судовшчикова у сећању“. Године 1885. у Лавову је објављена збирка њених превода из Миколе Гогоља (направљена заједно са Михаилом).
Књижевна делатност Лесје Украјинке оживела је средином 1890-их, када су се Косачи преселили у Кијев, а она је постала суоснивач књижевног круга Плејада, окружен породицама Лисенко и Старицки. На захтев Плејада, 1889. године саставила је свој чувени Списак светске књижевности за превод. Године 1892. у Лавову је објављена Књига песама Хајнриха Хајнеа у преводу Лејсе Украјинке (заједно са М. Славинским). Прва збирка њених оригиналних песама „На крилима песама” појавила се у Лавову (1893), друго издање у Кијеву (1904), друга збирка „Мисли и снови” (1899), трећа „Огледи” (1902) – у Черновцима.
Након тога, Леија Украјинка је радила деценију и написала више од стотину песама, од којих половина никада није објављена током њеног живота.
Лесија Украјинка је ушла у канон украјинске књижевности пре свега као песникиња поезије храбрости и борбе. Њена тематски богата лирика донекле је условно (због односа мотива) подељена на личну, пејзажну и грађанску. Главне теме њене ране лирске поезије: лепота природе, љубав према родном крају, лична искуства, намена песникиње и улога песничке речи, друштвени и друштвени мотиви. У првим радовима приметни су утицаји Тараса Шевченка, Пантелејмона Кулиша, Михаила Старицког, Хајнеа, видљиви су јасни утицаји Олене Пчилке и Михаила Драхоманова (псеудоним – Украјинац) на избор мотива.
А поезија "Contra spem spero!" (1890) карактерише античко схватање храбрости (арете), бриљантно овладавање митолошким илузијама, самостварање жене ратнице. Ово су главни мотиви песама „Друговима“, „Другови у сећању“, „Грешник“, „Славус – Склавус“, „Фиат нок“, „Епилог“ и многих других. Мотив слободе поприма различите боје: од непослушности преко традиционалног схватања империје до индивидуалног избора модус вивенди, што значи откривање истине и њено служење. Издаја на било ком нивоу поистовећује се са трагедијом, са чином Медеје. Лирика жеђи и скривеног тријумфа повезана са немогућношћу да остваре своју љубав, разоткрива шему витешке љубави. Лирска јунакиња је витез који пева својој дами од срца. Еротизам песама као што су „Хтео бих да те загрлим као бршљан“, „Твоја писма увек миришу на увеле руже“ су мистичне похвале у част божанске господарице.

### Драма
У другој половини 1890-их, Косацх се окренуо драми . Њена прва драма Плава ружа (1896), из живота украјинске интелигенције, проширује се на тему украјинске драме, која је до тада углавном приказивала сељаштво. Драма је сведочила о уласку Лесје Украјинке у савремени свет — пре свега у свет симбола — и њеном прилично слободном „осећању“. Да би покрио тему људске норме и абнормалности, она је темељно припремила и проучика питања, консултовао се са психијатром Александром Драхомановим. Филозофски дискурс драме, намећући се Хауптмановом делу, не представља само лудило као облик слободе, већ и извесну чежњу за телом.

### Проза
Белетристика има посебно место у књижевном наслеђу Лесје Украјинке. Прве приче из сеоског живота („Таква јој је судбина“, „Свето вече!“, „Пролећне песме“) су по садржају и језику повезане са народним песмама. Написала је неколико бајки које су обележене оштром драматиком. Прича Украјинке „Екбал Ханем“, намеравала је да ослика психологију арапске жене, остала је недовршена.

## Наслеђе
Живот и рад Лесје Украјинке проучава Истраживачки институт Лесје Украјинке.
У њену част су именовани и:
- Музеј Лесје Украјинке у Кијеву
- Музеј Лесје Украјинке у Колођажном
- Музеј Лесје Украјинке у Звиахелу
- Музеј Лесје Украјинке у Сураму
- Музеј Лесје Украјинке у Јалти
- Музеј породице Косацх у Звиахелу

Постоји много споменика подигнутих у част Лесје Украјинки у Украјини и многим другим бившим совјетским републикама. Нарочито у Кијеву, постоји главни споменик на булевару који носи њено име и мањи споменик у Маријинском парку (поред Маријинске палате). Постоји и биста у Карадаг рајону у Азербејџану. Једно од главних кијевских позоришта, Национално академско позориште Лесје Украјинке, колоквијално се назива једноставно позориште Лесје Украјинке.
Под иницијативом локалних украјинских дијаспора, постоји неколико меморијалних друштава и споменика њој широм Канаде и Сједињених Држава, међу којима је најзначајнији споменик у кампусу Универзитета Саскачеван у Саскатуну, Саскачеван. Постоји и биста Украјинке у Сојузивки у држави Њујорк.
Сваког лета од 1975. Украјинци у Торонту окупљају се код споменика Лесји Украјинки у Хај парку да би прославили њен живот и дело.
Украјинска композиторка Тамара Малиукова Сидоренко (1919–2005) реализовала је неколико композиција на основу њених песама 
Народна банка Украјине објавила је новчаницу од 200 ₴ са сликом Лесје Украјинке.
Према речима консултанта за имиџ Олеха Покалчука, Украјинкина фризура инспирисала је плетеницу Јулије Тимошенко.
Према Гугл Трендс-у, Лесја Украјинка је 2020. године била трећа на рангирању упита за претрагу украјинских жена у Гугл претрази у Украјини (два прва су била Тина Карол и Оља Пољакова).
Пушкинова Авенија у Дњепру је 16. новембра 2022. преименована је у Авенију Лесје Украјинке.